# Carson MacCormac
Carson MacCormac é um ator canadense. Ele nasceu em Ontario, Canadá. Ele é conhecido por interpretar o jovem, Dean Barton em Luckiest Girl Alive. Ele também interpretou Benjamin Locke na série da Netflix, Locke and Key. Ele também interpreta Brett Breyer em Shazam!.

## Biografia
Carson MacCormac nasceu e cresceu em Ontario, Canadá. Embora tenha começado a fazer cursos de atuação em 2011, sua paixão na adolescência era o beisebol.[carece de fontes?] Ele jogou pelo Oakville A's, um time da liga juvenil administrado pela Oakville Minor Baseball Association. Carson começou a atuar profissionalmente por volta de 2016, e em 2017 foi finalista provincial no Senior Music Theatre - Grupo B da Ontario Music Festivals Association.

## Carreira
MacCormac fez sua estréia profissional e na televisão em 10 de abril de 2017, no episódio "You Don't Understand Me at All" da série Bellevue, da CBC Television. Ele fez sua estréia cinematográfica algumas semanas depois no curta-metragem de 2017 Cold Hands, onde interpretou um adolescente chegando a um acordo com sua agressão sexual.
Carson fez sua estréia no cinema no drama independente Giant Little Ones em setembro de 2018, onde interpretou um adolescente intimidado chamado Michael. Mais tarde, ele apareceu no filme da rede Lifetime de TV a cabo, Zombie at 17,  e em oito episódios da série de televisão da TVO Kids, Big Top Academy.
MacCormac aparece no filme do super-herói de 2019 Shazam! como Brett Bryer. Ele também apareceu no filme distópico de ficção científica de 2019 Riot Girls, e faz aparições na série de terror original da Netflix de 2020, October Faction e na segunda temporada da série da Netflix Locke and Key como Benjamin Locke em 2021.

## Filmografia

### Filmes
| Ano  | Titulo              | Função       | Notas                                      |
| ---- | ------------------- | ------------ | ------------------------------------------ |
| 2017 | Cold Hands          | Lucas        | Curta-metragem                             |
| 2018 | Giant Little Ones   | Michael      |                                            |
| 2019 | Shazam!             | Brett Breyer |                                            |
| 2019 | Riot Girls          | Spit         |                                            |
| 2020 | Thinly Veiled       | Tyler        | Curta-metragem; também produtor e escritor |
| 2020 | East of Middle West | Chris        |                                            |
| 2022 | Luckiest Girl Alive | jovem Dean   |                                            |

### Televisão
| Ano       | Titulo          | Função            | Notas             |
| --------- | --------------- | ----------------- | ----------------- |
| 2017      | Bellevue        | Adam - 16 anos    |                   |
| 2018      | Zombie at 17    | Connor Foster     |                   |
| 2018      | Big Top Academy | jovem Nicky Zolta | 8 episódios       |
| 2020      | October Faction | Rob               | 7 episódios       |
| 2021-2022 | Locke & Key     | Benjamin Locke    | Função recorrente |